# Tunku Abdul Rahman
Tunku Abdul Rahman Putra Al-Haj ibni Almarhum Sultan Abdul Hamid Halim Shah (malai en alfabet jawi: تونكو عبد الرحمن ڤوترا الحاج ابن سلطان عبد الحميد حليم شاه) (Alor Star, 8 de febrer de 1903 - Penang, 6 de desembre de 1990) va ser un polític malai, conegut com el Tunku (‘el Príncep’), Bapa Kemerdekaan (‘Pare de la Independència’) o Bapa Malaysia (‘Pare de Malàisia’).
Va ser Cap de Govern de la Federació de Malàisia, el 1955, i Primer Ministre del país després de la seva independència el 1957, i va continuar en el càrrec després que Sabah, Sarawak i Singapur s'unissin el 1963 a Malàisia.

## Biografia
Va néixer el 8 de febrer de 1903 a Istana Pelamin (Alor Star, Kedah), i era el vintè fill, catorzè home, de Sultan Abdul Hamid Halim Shah. La seva mare, Cik Menyelara (nascuda Nueng Nandanakorn), la sisena esposa del sultà, era filla d'un noble siamès.
Va estudiar a Londres i Cambridge, i a la seva tornada va treballar en el servei públic de Kedah com a funcionari administratiu del Districte de Kulim i de Sungai Petani a pesar que en la Malaia colonial gairebé tots els funcionaris del districte eren britànics. Abdul Rahman era l'únic malai que treballava com a funcionari en l'administració pública malaia d'aquella època i la defensa dels interessos del seu poble li va fer xocar moltes vegades amb els caps administració britànica. Els funcionaris britànics no podien prendre represàlies contra ell per ser el fill del sultà, i es van limitar a no permetre el seu ascens cap a llocs de major poder.
Va tornar a Gran Bretanya per acabar els seus estudis de Dret, però va haver de deixar-los el 1939, en esclatar la II Guerra Mundial. Durant l'ocupació japonesa de Kedah, el Tunku va ser responsable de salvar les vides de molts malais i xinesos; va utilitzar per a això l'avantatge que li donava la veneració japonesa cap als membres de la reialesa.
Va reprendre els seus estudis el 1947, graduant-se el 1949. Durant aquest període va ser elegit president de la Societat Malaia de Gran Bretanya, on va conèixer a Abdul Razak Hussein, que era el seu secretari.
Al seu retorn a Malaia el 1949, Tunku Abdul Rahman va treballar com a advocat a Alor Star, traslladant-se després a Kuala Lumpur, on va ser fiscal i va arribar a ser president de la Cort.
El 1961 Tunku Abdul Rahman va ser nomenat membre de l'Orde dels Companys d'Honor per la reina Isabel II.

### Família
Tunku Abdul Rahman es va casar quatre vegades: 
- La seva primera esposa era una dona xinesa anomenada Meriam Chong, amb qui va tenir dos fills, els prínceps Tunku Khadijah i Tunku Ahmad Nerang.
- A la mort de Meriam, es va casar amb una dona anglesa que havia estat l'arrendadora del seu domicili a Gran Bretanya, Violet Coulson, però el regent anglès de Kedah els va obligar a divorciar-se.
- Es va casar llavors amb Sharifah Rodziah Syed Alwi Barakbah, amb qui va adoptar quatre fills, Sulaiman, Mariam, Sharifah Hanizah i Faridah. Sharifah Rodziah va actuar com a Primera Dama de Malàisia durant el primer govern del Tunku.
- Desitjant tenir més fills propis, va contreure matrimoni amb una altra dona xinesa anomenada Bibi Chong amb qui va tenir dues filles, les princeses Tunku Noor Hayati i Tunku Mastura.

### Defunció
En els seus últims anys Tunku Abdul Rahman va viure a Penang. Tunku va morir el 6 de desembre de 1990 a l'edat de vuitanta-set anys, i el seu cos descansa en el mausoleu reial de Langgar, en Alor Star.

## Vida política

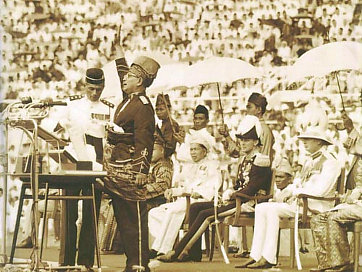
Proclamació de la Independència.

Durant aquest període el nacionalisme treballava activament entre els malais, amb l'Organització Nacional de la Unió Malaia (UMNO) que lluitava contra la unió de Malaia a Gran Bretanya. Tunku Abdul Rahman es va unir a l'UMNO, i quan una crisi interna va forçar a Datuk Onn Jaafar a dimitir com a president del partit, ell va ser escollit com el seu successor, càrrec en el qual es va mantenir durant 20 anys.
El 1954 va viatjar amb una delegació a Londres per negociar la independència per a Malaia, però el viatge va ser estèril. A l'any següent es van celebrar les primeres eleccions generals, i el Partit de l'Aliança (Perikatan), una coalició de l'UMNO, l'Associació Xinesa-malaia (MCA) i el Congrés Malai-indi (MIC) van aconseguir el 51% dels escons disputats, i Tunku Abdul Rahman va ser elegit com a Cap de Govern de Malaia.
Després d'un altre viatge a Londres per negociar, es va decidir com a data de proclamació de la independència el 31 d'agost de 1957. En arriar la bandera britànica a Kuala Lumpur, Abdul Rahman ho va anunciar a la multitud cridant Merdeka! (Llibertat!). La fotografia d' Tunku Abdul Rahman amb la mà alçada i l'enregistrament de la seva veu s'han convertit en icones populars.

## Govern
Tunku Abdul Rahman va dominar la política de Malaia independent (que es va convertir a Malàisia el 1963), i va portar a l'Aliança als triomfs de 1959 i 1964 en les eleccions generals.
La formació de Malàisia va ser un dels assoliments més grans d' Tunku Abdul Rahman. El 1961 va donar un discurs a Singapur davant l'associació de corresponsals estrangers d'Àsia suroriental, proposant una federació Malaia entre Singapur, Sabah, Sarawak, i Brunei. El 16 de setembre de 1963, amb la federació de tots aquests estats excepte Brunei, Tunku Abdul Rahman era nomenat oficialment Primer Ministre de Malàisia.
La inclusió de Singapur va empitjorar els problemes racials, en augmentar la població xinesa fins al 40% del total. L'amenaça del PAP, partit local de Singapur, de presentar-se a les eleccions generals de 1964 malgrat l'acord signat per no fer-ho, va aguditzar la situació i va provocar que Tunku Abdul Rahman exigís que Singapur es retirés de Malàisia: El 7 d'agost de 1965 demanava a Kuala Lumpur al parlament de Malàisia que votés sí a la resolució sobre la secessió. La independència de Singapur va ser oficial el 9 d'agost de 1965.
Tunku Abdul Rahman va iniciar l'establiment de l'Associació d'Àsia suroriental (ASA) eL 1961, agrupant a Malàisia, Tailàndia i Filipines, que va ser reemplaçada per una altra major, l'Associació de les Nacions del Sud-est asiàtic (ASEAN) el 8 d'agost de 1967.
En les eleccions generals de 1969 l'Aliança va perdre la majoria. Desordres posteriors van acabar en els anomenats Incidents del 13 de maig, i els líders de l' UMNO, sota la direcció d'Abdul Razak, van criticar la direcció d' Tunku Abdul Rahman durant aquests esdeveniments. Un comitè d'emergència va prendre el poder i va declarar l'estat d'emergència, retallant les atribucions de Rahman com a primer ministre, i forçant-lo a dimitir el 22 de setembre de 1970 en favor d'Abdul Razak. Al juny de 1971 va dimitir com a president de UMNO, per l'oposició dels Joves turcs, com Mahathir bin Mohamad i Musa Hitam. Tots dos van arribar a ser Primer Ministre i Viceprimer Ministre, respectivament.

## Islam
Després de fer de l'Islam la religió oficial el 1960, Tunku Abdul Rahman va establir l'Organització Islàmica del Benestar (PERKIM), una entitat per ajudar els conversos a ajustar-se a la seva nova vida com a musulmans, i va ser president de PERKIM fins a un any abans de la seva mort.
El 1961 Malaia va acollir la primera competició internacional de lectura de l'Alcorà, desenvolupant la competició que va organitzar Kedah el 1951.
El 1969 va ajudar a crear l'Organització de la Conferència Islàmica (OIC), de la qual va ser el primer secretari general. Posteriorment, va iniciar la creació del Banc islàmic per al Desenvolupament, com a institució especialitzada dins de l'OIC. També va ser president del Consell islàmic regional Da'wah d'Àsia Sud-Oriental i del Pacífic (RISEAP) entre 1982 i 1988.
Tunku Abdul Rahman va mantenir l'estatus social d'una Malàisia secular, amb l'Islam com la seva religió oficial. En el seu vuitantè aniversari, Tunku Abdul Rahman va publicar en el diari The Star que el país té una població multi-racial amb diverses creences. Malàisia ha de continuar com a estat secular amb l'Islam com a religió oficial.